# モルテザー・モラーディヤーン
モルテザー・モラーディヤーン（ペルシア語: مرتضی مرادیان、英語: Morteza Moradian、1966年1月26日 - ）は、イランの外交官、大使。
母語のペルシア語のほか、英語とアラビア語に堪能。既婚、二児の父。
2016年1月より、在デンマーク大使を務めている。

## 略歴
1995年から1998年にかけて外交研修所副所長。1998年から2001年にかけて在チェコイラン大使館で一等書記官。2001年から2003年にかけて研修企画局局長。2003年から2008年にかけて研修人材開発副局長。2008年から2012年にかけて在朝鮮民主主義人民共和国大使。2012年から2013年にかけて西アジア担当副局長。2013年から2015年にかけて、CIS・西側諸国担当局長。2016年1月より、在デンマーク大使。